# Венеран
Венера́н (фр. Vénérand) — коммуна во Франции, находится в регионе Пуату — Шаранта. Департамент коммуны — Шаранта Приморская. Входит в состав кантона Сент-Север. Округ коммуны — Сент.
Код INSEE коммуны — 17462.

## Население
Население коммуны на 2010 год составляло 697 человек.
| 1962 | 1968 | 1975 | 1982 | 1990 | 1999 | 2010 |
| ---- | ---- | ---- | ---- | ---- | ---- | ---- |
| 397  | 377  | 387  | 528  | 538  | 598  | 697  |